# Eriospermum porphyrium
Eriospermum porphyrium är en sparrisväxtart som beskrevs av Eily Edith Agnes Archibald. Eriospermum porphyrium ingår i släktet Eriospermum och familjen sparrisväxter. Inga underarter finns listade i Catalogue of Life.